# Sarāb-e Honām
Sarāb-e Honām (persiska: سراب هنام) är en ort i Iran.   Den ligger i provinsen Lorestan, i den västra delen av landet, 400 km sydväst om huvudstaden Teheran. Sarāb-e Honām ligger 1 672 meter över havet och antalet invånare är 221.
Terrängen runt Sarāb-e Honām är huvudsakligen kuperad, men åt nordväst är den platt.Runt Sarāb-e Honām är det ganska tätbefolkat, med 72 invånare per kvadratkilometer. Närmaste större samhälle är Aleshtar, 7,9 km nordväst om Sarāb-e Honām. Omgivningarna runt Sarāb-e Honām är i huvudsak ett öppet busklandskap.